# Ryuta Koike
Ryuta Koike (født 29. august 1995) er en japansk fodboldspiller.
Han har spillet for flere forskellige klubber i sin karriere, herunder Renofa Yamaguchi FC og Kashiwa Reysol.